# Achyrolimonia synchaeta
Achyrolimonia synchaeta är en tvåvingeart som först beskrevs av Alexander 1931.  Achyrolimonia synchaeta ingår i släktet Achyrolimonia och familjen småharkrankar. Inga underarter finns listade i Catalogue of Life.